# Национальный совет для мира и порядка
Национальный совет для мира и порядка (тайск. คณะรักษาความสงบแห่งชาติ, англ. National Council for Peace and Order , сокр. НСМП, тайск. คสช, англ. NCPO) — военное правительство Таиланда, пришедшее к власти в результате военного переворота 22 мая 2014 года. После шести месяцев непрерывных протестов было введено военное положение, цензура систем интернета, теле-, радиовещания, отменено действие конституции и арестованы члены прежнего правительства.
Распущен 15 июля 2019 года.

## Создание
20 мая в 5 часов утра (2.00 московского времени) в прямом эфире всех национальных телеканалов к гражданам Таиланда обратился командующий сухопутных войск генерал Прают Чан-Оча и объявил о введении во всей стране военного положения «для „поддержания законности и порядка“». В зачитанном им приказе № 1 подчеркивалось, что режим военного положения заменил действовавший до сих пор более мягкий «особый режим», введенный правительством в Бангкоке и ближайших провинциях в соответствии с законом о внутренней безопасности, и что цель введения военного положения — «восстановить мир и порядок для людей, представляющих все стороны», и «военное положение — это не государственный переворот, нет необходимости поддаваться панике, люди могут вести прежний образ жизни».
Утром приказом № 2 Чан-Оча было создано военное Командование по обеспечению мира и порядка, сменившее смешанный военно-полицейский правительственный Центр по обеспечению мира и порядка, следивший за соблюдением особого режима. Приказом № 3 на 9 часов утра (6.00 московского времени) была назначена встреча Командования по обеспечению мира и порядка с руководителями всех министерств и ведомств уровня постоянного секретаря (постоянного заместителя министра) в центральном клубе сухопутных войск, так как все гражданские госслужащие по закону переподчинены военным. Приказом определено, что все государственные и частные телевизионные каналы и радиостанции страны обязаны в первую очередь передавать заявления КОМП, прерывая для этого свой обычный эфир, и обязаны обеспечивать КОМП бесперебойную одностороннюю связь с регионами страны, чтобы доносить до всех провинций содержание заявлений КОМП в режиме реального времени. Одновременно военные заняли клуб королевской полиции, в котором до утра работал Центр по обеспечению мира и порядка.
НСМП прекратил свое существование 15 июля 2019 года.

## Название
Официальное первоначальное название военного правительства было „Командование по обеспечению мира и порядка“ или „КОМП“ („National Peace and Order Maintaining Council“, „NPOMC“). 24 мая название было изменено на „Национальный совет для мира и порядка“ или „НСМП“ („National Council for Peace and Order“, „NCPO“).

## Члены

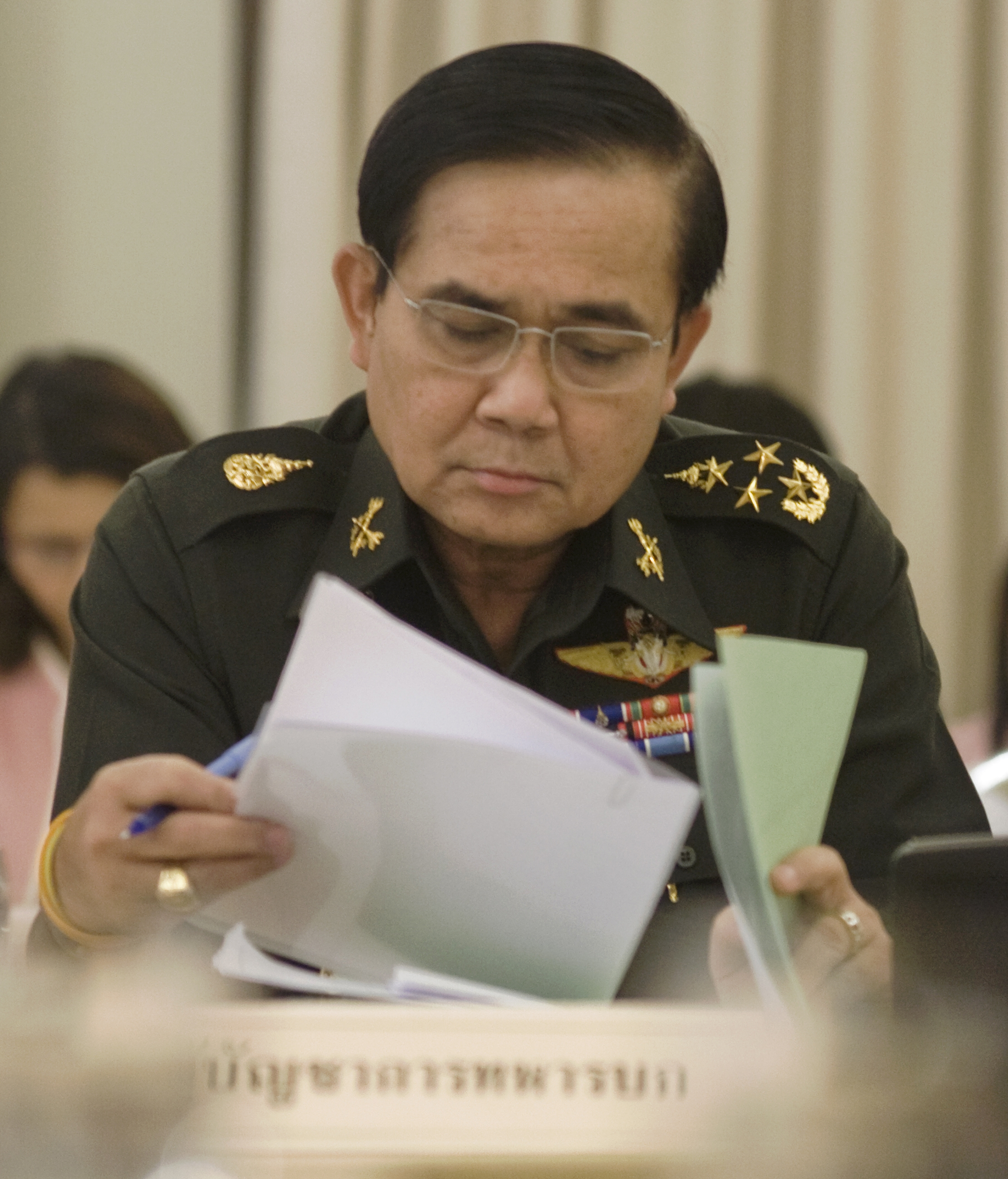
Генерал Прают Чан-Оча, председатель НСМП

22 мая 2014 года Командование объявило свой состав, заявив, что лидер будет осуществлять все права и обязанности премьер-министра и правительства. 23 мая было объявлено, что определение краткосрочных и долгосрочных стратегий по национальной администрации входит в полномочия лидера, назначившего членов Командования главами министерств и приравненных к ним учреждений.
23 мая на встрече с государственными служащими высокого ранга премьер-министр военного правительства Таиланда генерал Прают Чан-Оча распределил сферы ответственности между участниками переворота — командующими видов вооруженных сил и национальной полиции, взяв на себя ответственность за Центральное командование внутренней безопасности, Совет национальной безопасности, национальную полицию, национальное разведывательное управление и бюро государственного бюджета. Главнокомандующий вооруженных сил Таиланда генерал Танасак Патимапракорн будет курировать министерства иностранных и внутренних дел, обороны, информации и телекоммуникаций. Начальник главного управления национальной полиции генерал Адун Сенгсингкео будет руководить работой администрации и секретариата премьер-министра и правительства, государственного совета, национальной комиссии по делам государственной службы и национального бюро социально-экономического развития. Командующий военно-морских сил адмирал Наронг Пипатанасай — министерство природных ресурсов и окружающей среды, министерства образования, науки и технологий, социального развития и социального обеспечения, туризма и спорта и министерство здравоохранения. Командующий военно-воздушных сил главный маршал авиации Прайин Джантонг — министерства труда, промышленности, финансов, торговли, энергетики, сельского хозяйства и министерство транспорта.
24 мая Командование распустило Сенат и отдало законодательную власть в руки председателя, распорядившегося судебной власти исполнять его директивы.
В тот же день специальным заявлением в прямом эфире национальных телеканалов начальник главного управления национальной полиции генерал Адун Сенгсингкео особым приказом военного правительства смещен с должности, выведен из состава Командования, и переведен на «неактивный» пост в аппарате премьер-министра. Его пост в Совете занял генерал полиции Ватчарапол Прасарнраджкит.
26 мая король Таиланда Пхумипон Адульядет своим указом официально назначил Праюта Чан-Оча руководителем Национального совета для мира и порядка. В указе говорится, что:
Для восстановления мира и порядка в стране и ради национального единства настоящим указом Его Величество король Пхумипхон Адулъядет назначает генерала Праюта Чан-Оча руководителем Национального совета мира и порядка для управления государством
В состав КОМП входят:
| Пост                     | Имя                       | Военный статус                             | Военный статус         | Военный статус                 | Ответственен за |
| Пост                     | Имя                       | Ведомство                                  | Ранг                   | Должность                      | Ответственен за |
| ------------------------ | ------------------------- | ------------------------------------------ | ---------------------- | ------------------------------ | --- |
| Председатель             | Прают Чан-Оча             | Королевская армия Таиланда                 | Генерал                | Командующий                    | - Правительство Таиланда (премьер-министр) - Internal Security Command - Ministry of Justice - National Anti-Money Laundering Office - National Budget Bureau - National Intelligence Agency - National Police Agency - National Security Council - Office of the Attorney General |
| Заместитель председателя | Танасак Патимапракорн     | Вооружённые силы Таиланда                  | Генерал                | Главнокомандующий              | - Ministry of Defence - Ministry of Foreign Affairs - Ministry of Information and Communication Technology - Ministry of Interior |
| Заместитель председателя | Наронг Пипатанасай        | Королевские военно-морские силы Таиланда   | Адмирал                | Главнокомандующий              | - Ministry of Education - Ministry of Public Health - Ministry of Social Development and Human Security |
| Заместитель председателя | Прайин Джантонг           | Королевские военно-воздушные силы Таиланда | Главный маршал авиации | Главнокомандующий              | - Ministry of Agriculture and Cooperatives - Ministry of Commerce - Ministry of Labour - Ministry of Finance - Ministry of Transport |
| Заместитель председателя | Ватчарапол Прасарнраджкит | Королевская полиция Таиланда               | Генерал полиции        | Генеральный комиссар           | - Bureau of the Royal Household - Council of State - Cabinet Secretariat - Civil Service Commission - Consumer Protection Commission - House of Representatives Secretariat - National Buddhism Office - National Economic and Social Development Commission - National Education Standards and Quality Assessment Office - National Research Council - Office of His Majesty’s Principal Private Secretary - Office of the Prime Minister - Office of the Prime Minister’s Permanent Secretariat - Prime Minister Secretariat - Public Relations Department - Public Sector Development Commission - Senate Secretariat - Royal Development Projects Board - Royal Institute - Thailand Research Fund |
| Генеральный секретарь    | Удомдет Ситабут           | Королевская армия Таиланда                 | Генерал                | Заместитель главнокомандующего | |
| Представитель            | Винтхай Сувари            | Королевская армия Таиланда                 | Полковник              | Пресс-секретарь армии          | |